# Bromek neptunu(IV)
Bromek neptunu(IV), NpBr
4 – nieorganiczny związek chemiczny z grupy bromków zawierający neptun na IV stopniu utlenienia.

## Otrzymywanie
Opisano dwie metody otrzymywania związku:
- W reakcji tlenku neptunu(IV) (NpO
2) z bromkiem glinu (AlBr
3) w temperaturze 350 °C[3]:

3NpO
2 + 4AlBr
3 → 3NpBr
4 + 2Al
2O
3
- Przez bezpośrednią reakcję metalicznego neptunu z bromem[4].

## Zastosowanie
Związek można wykorzystać do otrzymania NpBr
3 – poprzez jego redukcję za pomocą cynku. Reakcja przebiega ilościowo.